# Nuoto alla XXVII Universiade
Le competizioni di nuoto della XXVII Universiade (40 gare in piscina e 2 in acque libere) si sono svolte a Kazan', Russia, dal 10 al 17 luglio 2013.

## Podi

### Uomini
| Evento               | Oro                                                                       | Perform.  | Argento                                                                 | Perform.  | Bronzo                                                                            | Perform"  |
| Stile libero         |                                                                           |           |                                                                         |           |                                                                                   |           |
| 50 m                 | Vladimir Morozov                                                          | 21"67     | Andrej Grečin                                                           | 22"10     | Andrij Hovorov                                                                    | 22"17     |
| 100 m                | Vladimir Morozov                                                          | 47"62     | Nikita Lobincev                                                         | 48"54     | Michele Santucci                                                                  | 49"30     |
| 200 m                | Danila Izotov                                                             | 1'45"48   | Nikita Lobincev                                                         | 1'46"30   | Paweł Korzeniowski                                                                | 1'46"91   |
| 400 m                | Ryan Napoleon                                                             | 3'48"96   | Kohei Yamamoto                                                          | 3'49"03   | Fumiya Hidaka                                                                     | 3'50"63   |
| 800 m                | Kohei Yamamoto                                                            | 7'49"96   | Serhij Frolov                                                           | 7'51"02   | Eric Hedlin                                                                       | 7'53"78   |
| 1500 m               | Sean Ryan                                                                 | 14'57"33  | Kohei Yamamoto                                                          | 15'00"15  | Serhij Frolov                                                                     | 15'02"63  |
| Dorso                |                                                                           |           |                                                                         |           |                                                                                   |           |
| 50 m                 | Benjamin Treffers                                                         | 24"86     | Vladimir Morozov                                                        | 24"87     | Stefano Mauro Pizzamiglio                                                         | 24"92     |
| 100 m                | Yuki Shirai                                                               | 53"70     | Benjamin Treffers                                                       | 53"76     | Jacob Pebley                                                                      | 54"11     |
| 200 m                | Jack Conger                                                               | 1'55"47   | Yuki Shirai                                                             | 1'56"95   | Jacob Pebley                                                                      | 1'57"43   |
| Rana                 |                                                                           |           |                                                                         |           |                                                                                   |           |
| 50 m                 | Giulio Zorzi                                                              | 27"44     | Andrea Toniato                                                          | 27"53     | Vladimir Morozov                                                                  | 27"70     |
| 100 m                | Yasuhiro Koseki                                                           | 1'00"00   | Mihail Alexandrov                                                       | 1'00"30   | Edoardo Giorgetti                                                                 | 1'00"36   |
| 200 m                | Vjačeslav Sin'kevič                                                       | 2'09"78   | Yukihiro Takahashi                                                      | 2'10"35   | Luca Pizzini                                                                      | 2'10"99   |
| Delfino              |                                                                           |           |                                                                         |           |                                                                                   |           |
| 50 m                 | Jaŭhen Curkin                                                             | 23"28     |                                                                         |           | Piero Codia                                                                       | 23"38     |
| 50 m                 | Andrij Hovorov                                                            | 23"28     |                                                                         |           | Piero Codia                                                                       | 23"38     |
| 100 m                | Paweł Korzeniowski                                                        | 51"75     | Jaŭhen Curkin                                                           | 51"80     | Evgenij Koptelov                                                                  | 52"04     |
| 200 m                | Bence Biczó                                                               | 1'55"32   | Kenta Hirai                                                             | 1'55"90   | Stefanos Dimitriadis                                                              | 1'57"36   |
| Misti                |                                                                           |           |                                                                         |           |                                                                                   |           |
| 200 m                | Justin James                                                              | 1'58"35   | Hiromasa Fujimori                                                       | 1'58"76   | Takahiro Tsutsumi                                                                 | 1'59"54   |
| 400 m                | Michael Weiss                                                             | 4'12"00   | Takeharu Fujimori                                                       | 4'13"43   | Lewis Smith                                                                       | 4'16"86   |
| Staffette            |                                                                           |           |                                                                         |           |                                                                                   |           |
| 4x100 m stile libero | Russia Andrej Grečin Danila Izotov Nikita Lobincev Vladimir Morozov       | 3'10"88   | Australia Andrew Abood Daniel Arnamnart Jayden Hadler Justin James      | 3'16"33   | Italia Lorenzo Benatti Gianluca Maglia Stefano Mauro Pizzamiglio Michele Santucci | 3'16"64   |
| 4x200 m stile libero | Russia Danila Izotov Nikita Lobincev Artëm Lobuzov Aleksandr Suchorukov   | 7'05"49   | Stati Uniti Michael Weiss Michael Wynalda Austin Surhoff Matthew Barber | 7'13"58   | Australia Ryan Napoleon Justin James George O'Brien Shane Asbury                  | 7'15"50   |
| 4x100 m misti        | Russia Vladimir Morozov Kirill Strel'nikov Evgenij Koptelov Andrej Grečin | 3'34"27   | Giappone Yuki Shirai Yasuhiro Koseki Masayuki Umemoto Katsumi Nakamura  | 3'34"41   | Stati Uniti Jack Conger Mihail Alexandrov Kyler Van Swol Michael Wynalda          | 3'34"63   |
| Acque libere         |                                                                           |           |                                                                         |           |                                                                                   |           |
| 10 km                | Matteo Furlan                                                             | 1h56'12"4 | Romain Beraud                                                           | 1h56'14"4 | Andreas Waschburger                                                               | 1h56'16"3 |

### Donne
| Evento               | Oro                                                                            | Perform.  | Argento                                                                   | Perform.  | Bronzo                                                                            | Perform.  |
| Stile libero         |                                                                                |           |                                                                           |           |                                                                                   |           |
| 50 m                 | Aljaksandra Herasimenja                                                        | 24"48     | Anna Santamans                                                            | 24"81     | Megan Romano                                                                      | 24"98     |
| 100 m                | Aljaksandra Herasimenja                                                        | 53"50     | Veronika Popova                                                           | 54"12     | Megan Romano                                                                      | 54"45     |
| 200 m                | Viktorija Andreeva                                                             | 1'57"31   | Veronika Popova                                                           | 1'57"40   | Caitlin McClatchey                                                                | 1'58"20   |
| 400 m                | Martina De Memme                                                               | 4'07"69   | Elena Sokolova                                                            | 4'08"51   | Caitlin McClatchey                                                                | 4'08"77   |
| 800 m                | Martina De Memme                                                               | 8'28"09   | Stephanie Peacock                                                         | 8'28"21   | Ashley Steenvoorden                                                               | 8'29"79   |
| 1500 m               | Stephanie Peacock                                                              | 16'04"44  | Ashley Steenvoorden                                                       | 16'07"89  | Martina Rita Caramignoli                                                          | 16'19"71  |
| Dorso                |                                                                                |           |                                                                           |           |                                                                                   |           |
| 50 m                 | Anastasija Zueva                                                               | 27"89     | Aljaksandra Herasimenja                                                   | 28"01     | Madison Wilson                                                                    | 28"33     |
| 100 m                | Anastasija Zueva                                                               | 59"83     | Megan Romano                                                              | 59"85     | Madison Wilson                                                                    | 1'00"65   |
| 200 m                | Madison Wilson                                                                 | 2'09"22   | Daryna Zevina                                                             | 2'09"41   | Hayle White                                                                       | 2'09"84   |
| Rana                 |                                                                                |           |                                                                           |           |                                                                                   |           |
| 50 m                 | Julija Efimova                                                                 | 30"12     | Petra Chocová                                                             | 30"99     | Valentina Artem'eva                                                               | 31"39     |
| 100 m                | Julija Efimova                                                                 | 1'05"48   | Fiona Doyle                                                               | 1'07"66   | Laura Sogar                                                                       | 1'07"78   |
| 200 m                | Julija Efimova                                                                 | 2'24"10   | Laura Sogar                                                               | 2'25"33   | Mio Motegi                                                                        | 2'25"73   |
| Delfino              |                                                                                |           |                                                                           |           |                                                                                   |           |
| 50 m                 | Aljaksandra Herasimenja                                                        | 25"84 UR  | Katerine Savard                                                           | 26"05     | Elena Gemo                                                                        | 26"28     |
| 50 m                 | Aljaksandra Herasimenja                                                        | 25"84 UR  | Katerine Savard                                                           | 26"05     | Silvia Di Pietro                                                                  | 26"28     |
| 100 m                | Katerine Savard                                                                | 57"63     | Guo Fan                                                                   | 58"98     | Nao Kobayashi                                                                     | 58"99     |
| 200 m                | Kona Fujita                                                                    | 2'09"66   | Nao Kobayashi                                                             | 2'10"65   | Jana Martynova                                                                    | 2'10"72   |
| Misti                |                                                                                |           |                                                                           |           |                                                                                   |           |
| 200 m                | Viktorija Andreeva                                                             | 2'12"32   | Sarah Henry                                                               | 2'12"69   | Melanie Margalis                                                                  | 2'12"96   |
| 400 m                | Jana Martynova                                                                 | 4'39"02   | Meghan Hawthorne                                                          | 4'40"40   | Sakiko Shimizu                                                                    | 4'42"09   |
| Staffette            |                                                                                |           |                                                                           |           |                                                                                   |           |
| 4x100 m stile libero | Russia Viktorija Andreeva Dar'ja Beljakina Margarita Nesterova Veronika Popova | 3'38"15   | Stati Uniti Rachael Acker Liv Jensen Andrea Murez Megan Romano            | 3'38"60   | Canada Caroline Lapierre-Lemire Brittany MacLean Sandrine Mainville Paige Schultz | 3'40"71   |
| 4x200 m stile libero | Stati Uniti Andrea Murez Sarah Henry Chelsea Chenault Megan Romano             | 7'55"53   | Russia Veronika Popova Dar'ja Beljakina Elena Sokolova Viktorija Andreeva | 7'55"76   | Canada Lindsay Delmar Brittany MacLean Paige Schultz Savannah King                | 8'02"73   |
| 4x100 m misti        | Russia Anastasija Zueva Julija Efimova Veronika Popova Viktorija Andreeva      | 3'58"04   | Italia Elena Gemo Giulia de Ascentis Elena di Liddo Erika Ferraioli       | 4'02"61   | Stati Uniti Cindy Tran Laura Sogar Kelsey Floyd Megan Romano                      | 4'02"71   |
| Acque libere         |                                                                                |           |                                                                           |           |                                                                                   |           |
| 10 km                | Ashley Twichell                                                                | 2h05'00"9 | Aurora Ponselé                                                            | 2h05'31"9 | Karla Šitić                                                                       | 2h05'32"1 |

## Medagliere
| Pos.   | Paese         |    |    |    | Totale |
| ------ | ------------- | -- | -- | -- | ------ |
| 1      | Russia        | 17 | 8  | 4  | 29     |
| 2      | Stati Uniti   | 6  | 9  | 9  | 24     |
| 3      | Giappone      | 4  | 9  | 5  | 18     |
| 4      | Australia     | 4  | 2  | 4  | 10     |
| 5      | Bielorussia   | 4  | 2  | 0  | 6      |
| 6      | Italia        | 3  | 3  | 9  | 15     |
| 7      | Ucraina       | 1  | 2  | 2  | 5      |
| 8      | Canada        | 1  | 1  | 3  | 5      |
| 9      | Polonia       | 1  | 0  | 1  | 2      |
| 10     | Ungheria      | 1  | 0  | 0  | 1      |
| 10     | Sudafrica     | 1  | 0  | 0  | 2      |
| 12     | Francia       | 0  | 2  | 0  | 2      |
| 13     | Cina          | 0  | 1  | 0  | 1      |
| 13     | Irlanda       | 0  | 1  | 0  | 1      |
| 13     | Azerbaigian   | 0  | 1  | 0  | 1      |
| 16     | Gran Bretagna | 0  | 0  | 3  | 3      |
| 17     | Croazia       | 0  | 0  | 1  | 1      |
| 17     | Germania      | 0  | 0  | 1  | 1      |
| 17     | Grecia        | 0  | 0  | 1  | 1      |
| Totale | Totale        | 43 | 41 | 43 | 127    |